# Chrabrany
Chrabrany (Hongaars: Nyitragaráb) is een Slowaakse gemeente in de regio Nitra, en maakt deel uit van het district Topoľčany.
Chrabrany telt 775 inwoners.